# Catocala juncturella
Catocala juncturella là một loài bướm đêm trong họ Erebidae.